# Villa Salve

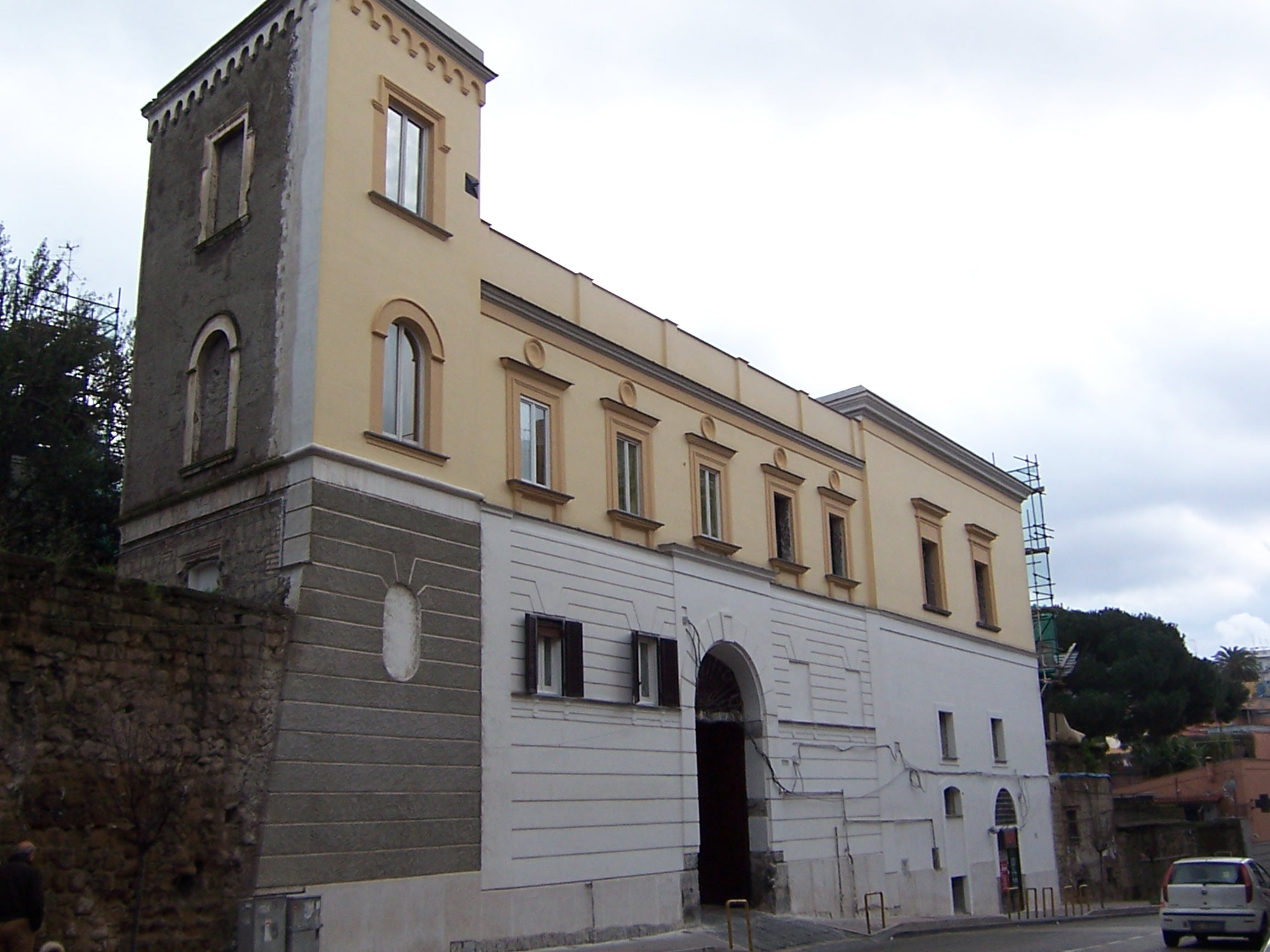
Villa Salve in Neapel

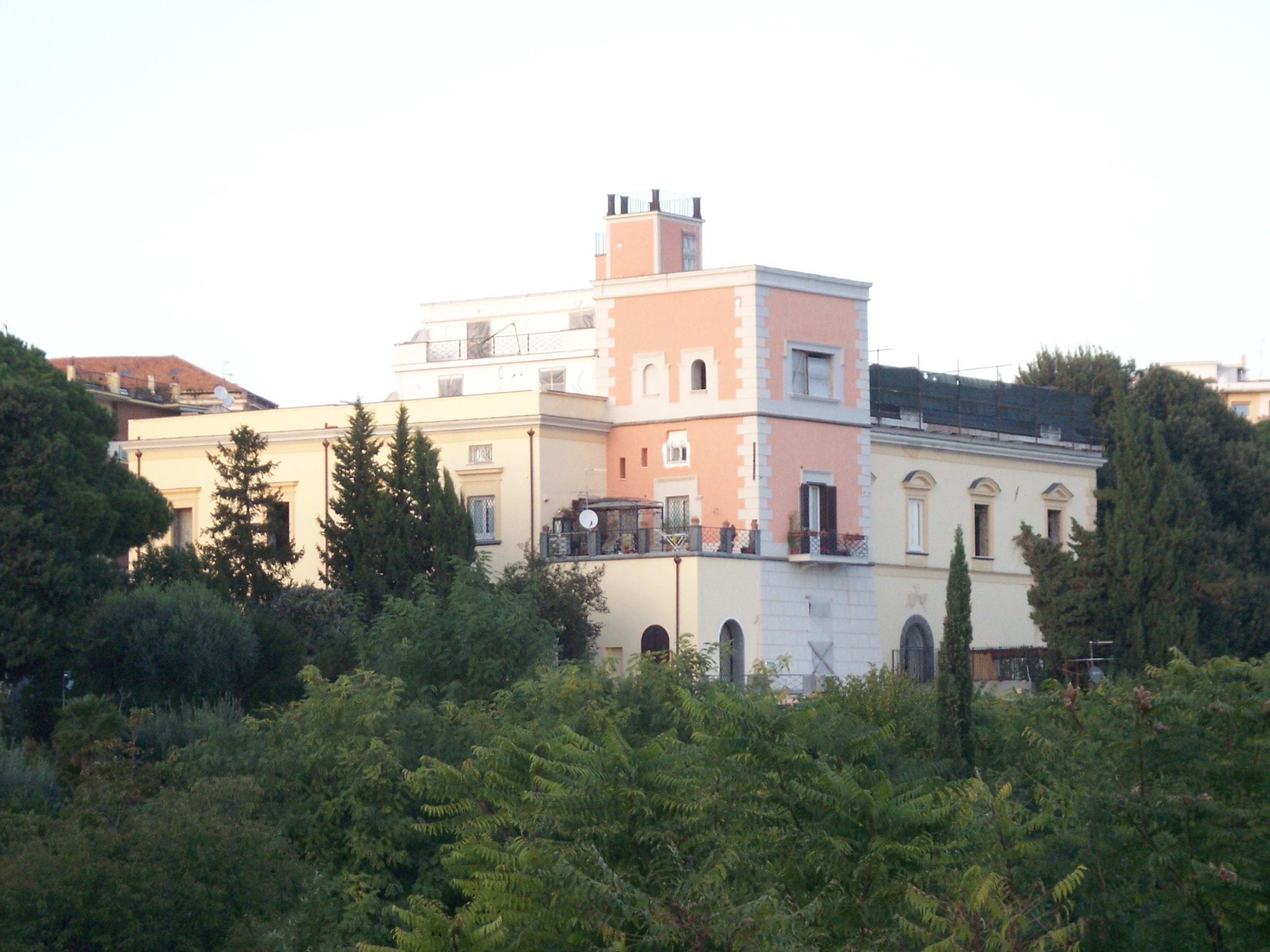
Villa Salve von der Via Torquato Tasso aus

Die Villa Salve, auch Villa Winspeare genannt, ist ein klassizistisches Landhaus aus dem 18. Jahrhundert im Viertel Vomero von Neapel in der italienischen Region Kampanien. Sie liegt am Corso Europa, 37.

## Geschichte
Die Herzöge von Salve ließen die Villa 1775 errichten. In der zweiten Hälfte des 19. Jahrhunderts fiel sie im Zuge der Heirat von Emma Gallone, Herzogin von Salve, mit Antonio Winspeare an dessen Familie.
Die Villa wurde lange vernachlässigt, aber 2012 wurde die Restaurierung der Fassaden abgeschlossen.

## Beschreibung
Das zweistöckige Gebäude hat einen rechteckigen Grundriss und einen kleinen Turm auf der Rückseite. Der Eingang liegt am Corso Europa (letzter Abschnitt der alten Via del Vomero), gegenüber dem Park der Villa Ricciardi an den Hängen des Hügels. Das ursprüngliche Anwesen erstreckte sich weiter hangabwärts und schloss auch die heutige Villa Leonetti an der Via Aniello Falcone ein. Zwischen die beiden Gebäude, die etwa 80 Meter voneinander entfernt liegen, wurden später weitere Gebäude gesetzt.